# Assiminidae
Assiminidae är en familj av snäckor. Assiminidae ingår i ordningen Archaeogastropoda, klassen snäckor, fylumet blötdjur och riket djur.
Familjen innehåller bara släktet Assiminea.